# Mustek Systems

Logo

Mustek Systems, Inc. ist ein Produzent von elektronischen Produkten mit Sitz in Hsinchu (Taiwan). Die Gründung fand im Oktober 1988 statt. Seine Marke ist „Mustek“, was für Most Unique Scanner Technology steht.
Mustek Systems stellt elektro-optische sowie elektronische Geräte wie Flachbettscanner, Digitalkameras, Videogeräte, DVD-Spieler, Notebooks etc. her. Zum Jahresende 1996 wurde Mustek Systems der größte Hersteller von Scannern weltweit nach Absatz (4 Millionen Kunden). Das Motto ist Digital Life, Live it ™.

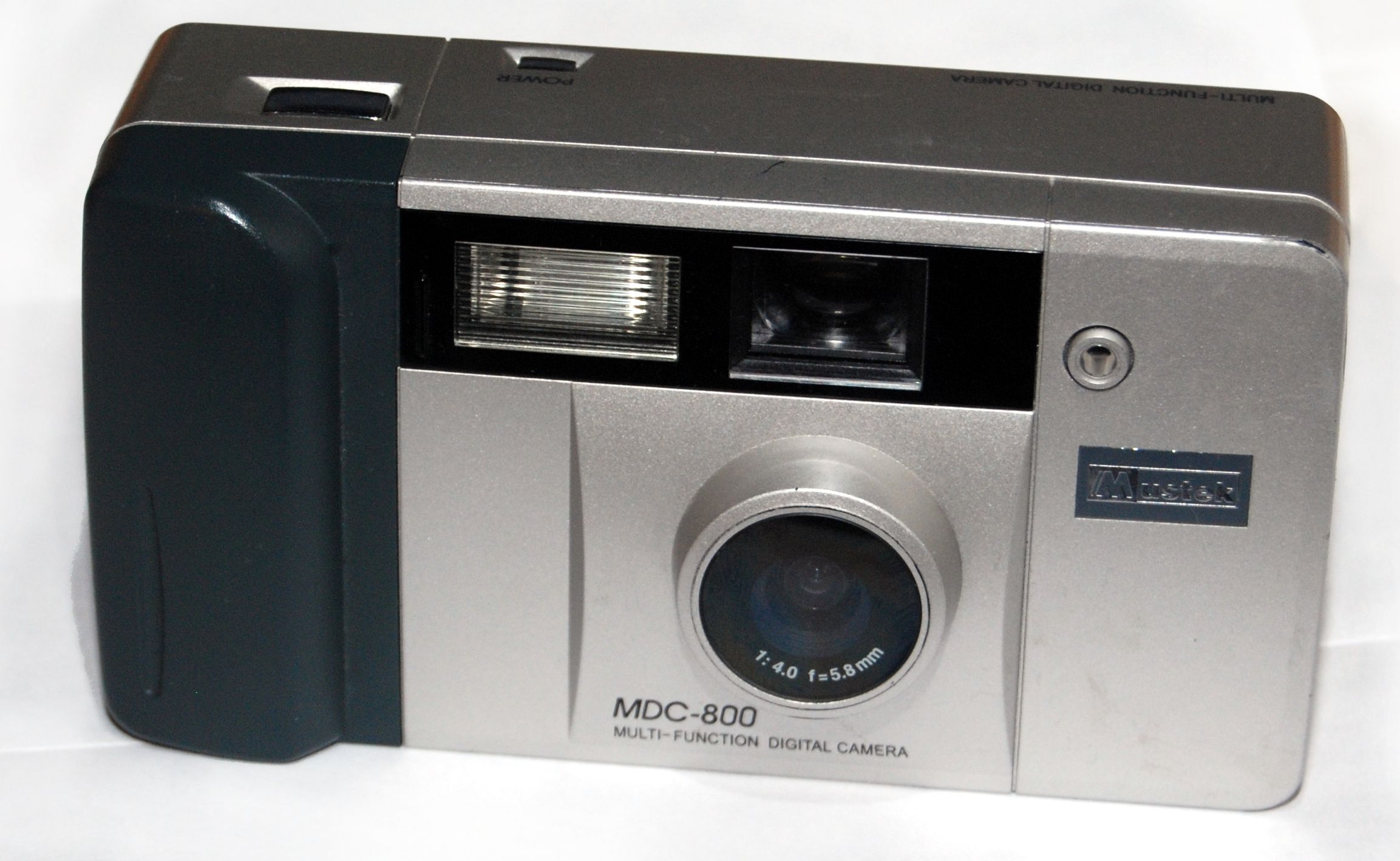
MDC 800 Digitalkamera von 1999

Die größte Produktionsstätte befindet sich in Dongguan (Provinz Guangdong, Südchina). Mustek Systems unterhält unter anderem Niederlassungen in den Niederlanden, in Japan und in Irvine (Kalifornien).